# Jeanne og Henri Nathansens Mindelegat
Jeanne og Henri Nathansens Mindelegat er som navnet antyder et legat til minde om ægteparret Jeanne Nathansen og Henri Nathansen. Det bliver normalt uddelt på Henri Nathansens dødsdag den 16. februar. Det blev uddelt første gang i 1946.  Skal ikke forveksles med Jeanne og Henri Nathansens Fødselsdagslegat.
Henri Nathansen (1868-1944) var en dansk forfatter, dramatiker og sceneinstruktør. Hans hovedværk er skuespillet ’Indenfor Murene’, der blev uropført på Det Kongelige Teater 23. marts 1912 i hans egen instruktion. To legater bærer hans navn
Det er en af Danmarks prestigiøse litteraturpriser, stiftet 1945 til minde om Nathansen der som jøde flygtede til Sverige i 1943 og i 1944 begik selvmord i Lund ved nyhederne om de tyske koncentrationslejre. Hans enke Jeanne Nathansen stiftede prisen til hans minde. Legatet har levet af royalties fra hans romaner og især skuespillet Inden for murene samt renter af formuen.
Pristagerne er blevet valgt af en bestyrelse bestående af en forfatter, en litterat og en advokat. Blandt forfatterne som gennem tiden har siddet i bestyrelsen kan nævnes: Hans Kirk, Peter Seeberg, Sven Holm, Naja Marie Aidt. Litterater: Frederik Schyberg, Sven Møller Kristensen og Hans Hertel. I dag udgøres bestyrelsen af Solvej Balle, Sune Berthelsen og Søren Jenstrup.
I de sidste år har Jeanne og Henri Nathansens Mindelegat årligt uddelt 50.000 kr. Mange af de vigtigste forfattere efter krigen har fået legatet. Mindelegatet gives sædvanligvis til skønlitterære forfattere, men kan ganske undtagelsesvist tildeles en dansk skuespiller, der har udmærket sig i et af Nathansens skuespil – særligt i skuespillet Indenfor Murene.
Ved siden af mindelegatet uddeler bestyrelsen også Jeanne og Henri Nathansens Fødselsdagslegat til danske forfattere ofte på Nathansens fødselsdag den 17. juli. Legatet blev oprettet af en række af Henri Nathansens venner i 1945. Legatet er ofte gået til yngre forfattere og/ eller digtere. Bestyrelsen er den samme som for mindelegatet. I de sidste år har Jeanne og Henri Nathansens Fødselsdagslegat årligt uddelt 25.000 kr. Som det er tilfældet med mindelegatet, er det gennem tiden blevet givet til en lang række af vores fineste forfattere.
En oversigt over legatmodtagerne kan findes ved at følge linket her.
Ingen af legaterne kan søges.